# The Erasure Show
The Erasure Show es una colección de CD que contienen la segunda grabación en vivo de Erasure, para Cd, registrada entre el 25 de febrero y el 28 de marzo de 2005, de los shows pertenecientes a la gira The Erasure Show (The Nightbird Tour).

## CD
| - Dublin (25 Feb 2005) 1. Intro (Mr Gribber And His Amazing Cat) 2. No Doubt 3. Hideaway 4. Brother and Sister 5. Knocking On Your Door 6. The Circus 7. Breathe 8. Ship Of Fools 9. Drama 10. All This Time Still Falling Out Of Love 11. Stop 12. Rapture 13. Ave Maria 14. Breath of Life 15. A Little Respect 16. I Broke It All In Two 17. Chains Of Love 18. Chorus 19. Love To Hate You 20. Blue Savannah 21. In My Arms 22. Don't Say You Love Me 23. Who Needs Love Like That 24. Oh L'amour 25. I Bet You're Mad At Me 26. Sometimes - Dublin (26 Feb 2005) 1. Intro (Three Blind Mice) 2. No Doubt 3. Hideaway 4. Brother and Sister 5. Knocking On Your Door 6. The Circus 7. Breathe 8. Ship Of Fools 9. Drama 10. All This Time Still Falling Out Of Love 11. Stop 12. Rapture 13. Ave Maria 14. Breath of Life 15. A Little Respect 16. I Broke It All In Two 17. Chains Of Love 18. Chorus 19. Love To Hate You 20. Blue Savannah 21. In My Arms 22. Don't Say You Love Me 23. Who Needs Love Like That 24. Oh L'amour 25. I Bet You're Mad At Me 26. Sometimes - Edinburgh (28 Feb 2005) Misma lista de Dublín (25 Feb 2005) - Glasgow (01 Mar 2005) 1. Intro (Three Blind Mice) 2. No Doubt 3. Hideaway 4. Brother And Sister 5. Knocking On Your Door 6. The Circus 7. Breathe 8. Ship Of Fools 9. Drama! 10. All This Time Still Falling Out Of Love 11. Stop! 12. Rapture 13. Ave Maria 14. Breath Of Life 15. A Little Respect 16. I Broke It All In Two 17. Chains Of Love 18. Chorus 19. Love To Hate You 20. Blue Savannah 21. Always 22. Don't Say You Love Me 23. Who Needs Love (Like That) 24. Oh L'Amour 25. I Bet You're Mad At Me 26. Sometimes | Newcastle (03 Mar 2005) 1. Intro (Rock-A-Bye Baby) 2. No Doubt 3. Hideaway 4. Brother and Sister 5. Knocking On Your Door 6. The Circus 7. Breathe 8. Ship Of Fools 9. Drama 10. All This Time Still Falling Out Of Love 11. Stop 12. Rapture 13. Ave Maria 14. Breath of Life 15. A Little Respect 16. I Broke It All In Two 17. Chains Of Love 18. Chorus 19. Love To Hate You 20. Blue Savannah 21. Always 22. Who Needs Love Like That 23. Oh L'amour 24. I Bet You're Mad At Me 25. Sometimes London (05 Mar 2005) 1. Intro (Mr Gribber And His Amazing Cat) 2. No Doubt 3. Hideaway 4. Brother and Sister 5. Knocking On Your Door 6. The Circus 7. Breathe 8. Ship Of Fools 9. Drama 10. All This Time Still Falling Out Of Love 11. Stop 12. Rapture 13. Ave Maria 14. Breath of Life 15. A Little Respect 16. I Broke It All In Two 17. Chains Of Love 18. Chorus 19. Love To Hate You 20. Blue Savannah 21. Always 22. Who Needs Love Like That 23. Oh L'amour 24. I Bet You're Mad At Me 25. Sometimes Nottingham (07 Mar 2005) 1. Intro (Three Blind Mice) 2. No Doubt 3. Hideaway 4. Brother and Sister 5. Knocking On Your Door 6. The Circus 7. Breathe 8. Ship Of Fools 9. Drama 10. All This Time Still Falling Out Of Love 11. Stop 12. Rapture 13. Ave Maria 14. Breath of Life 15. A Little Respect 16. I Broke It All In Two 17. Chains Of Love 18. Chorus 19. Love To Hate You 20. Blue Savannah 21. Always 22. Who Needs Love Like That 23. Oh L'amour 24. I Bet You're Mad At Me 25. Sometimes - Manchester (09 Mar 2005) Misma lista de Newcastle (03 Mar 2005) - Sheffield (10 Mar 2005) Misma lista de London (05 Mar 2005) - Preston (11 Mar 2005) Misma lista de Nottingham (07 Mar 2005) - Portsmouth (13 Mar 2005) Misma lista de Newcastle (03 Mar 2005) - Bristol (14 Mar 2005) Misma lista de London (05 Mar 2005) | - Wolverhampton (16 Mar 2005) Misma lista de Nottingham (07 Mar 2005) - Norwich (18 Mar 2005) Misma lista de Mánchester (09 Mar 2005) - Cardiff (20 Mar 2005) Misma lista de London (05 Mar 2005) - Hull (21 Mar 2005) Misma lista de Mánchester (09 Mar 2005) - Berlin (26 Mar 2005) 1. Intro (Mr Gribber And His Amazing Cat) 2. No Doubt 3. Hideaway 4. Victim of Love 5. Knocking On Your Door 6. The Circus 7. Breathe 8. Ship Of Fools 9. Drama 10. All This Time Still Falling Out Of Love 11. Stop 12. Rapture 13. Ave Maria 14. Breath of Life 15. A Little Respect 16. I Broke It All In Two 17. Chains Of Love 18. Chorus 19. Love To Hate You 20. Blue Savannah 21. Always 22. Who Needs Love Like That 23. Oh L'amour 24. I Bet You're Mad At Me 25. Sometimes - Hamburg (27 Mar 2005) 1. Intro (Three Blind Mice) 2. No Doubt 3. Hideaway 4. Victim Of Love 5. Knocking On Your Door 6. The Circus 7. Breathe 8. Ship Of Fools 9. Drama 10. All This Time Still Falling Out Of Love 11. Stop 12. Rapture 13. Ave Maria 14. Breath of Life 15. A Little Respect 16. I Broke It All In Two 17. Chains Of Love 18. Chorus 19. Love To Hate You 20. Blue Savannah 21. Always 22. Who Needs Love Like That 23. Oh L'amour 24. I Bet You're Mad At Me 25. Sometimes - Cologne (28 Mar 2005) 1. Intro (Rock-A-Bye Baby) 2. No Doubt 3. Hideaway 4. Victim of Love 5. Knocking On Your Door 6. The Circus 7. Breathe 8. Ship Of Fools 9. Drama 10. All This Time Still Falling Out Of Love 11. Stop 12. Rapture 13. Ave Maria 14. Breath of Life 15. A Little Respect 16. I Broke It All In Two 17. Chains Of Love 18. Chorus 19. Love To Hate You 20. Blue Savannah 21. Always 22. Who Needs Love Like That 23. Oh L'amour 24. I Bet You're Mad At Me 25. Sometimes |

## Datos adicionales
The Erasure Show fue lanzado como souvenir en edición limitada. Varios de ellos fueron vendidos al final de cada presentación, por Live Here Now. También estuvo disponible como descarga digital.

## Créditos
Todos los temas por (Clarke/Bell), excepto Rock-A-Bye-Baby (tradicional) y Three Blind Mice (tradicional).

- Erasure: Vince Clarke y Andy Bell
- Coros: Valerie Chalmers y Ann-Marie Gilkes
- Diseño de vestuario: Deann Bright
- Jefe de gira: Andy Whittle
- Gerente de producción: Ian Faddie
- Ingeniero de sonido: Howard Rider
- Ingeniero de monitoreo: Craig Donaldson
- Grabación en vivo: Will Shapland Mobiles
- Diseño: P.A. Taylor